# Peälljekeähtševädda
Peälljekeähtševädda är en kulle i Finland.   Den ligger i den ekonomiska regionen Norra Lappland och landskapet Lappland, i den norra delen av landet, 1 100 km norr om huvudstaden Helsingfors. Toppen på Peälljekeähtševädda är 332 meter över havet.
Terrängen runt Peälljekeähtševädda är huvudsakligen platt.  Trakten runt Peälljekeähtševädda är nära nog obefolkad, med mindre än två invånare per kvadratkilometer. Det finns inga samhällen i närheten. Omgivningarna runt Peälljekeähtševädda är i huvudsak ett öppet busklandskap.